# Blue Wild Angel: Live at the Isle of Wight
Albums de Jimi Hendrix
The Baggy's Rehearsal Sessions
(2002) Paris 67 / San Francisco 68
(2003)
Blue Wild Angel: Live at the Isle of Wight est un album live posthume de Jimi Hendrix paru le 12 novembre 2002 par Experience Hendrix LLC. Il contient le concert du trio du guitariste Jimi Hendrix le 30 août 1970 lors du festival de l'Île de Wight trois semaines avant sa mort. Blue Wild Angel doit son titre au surnom que Jimi Hendrix se donne lorsqu'il précise le nom des musiciens du groupe au maître de cérémonie. La sortie de l'album est accompagné d'un DVD comportant le film du concert.
Auparavant, le concert était publié pour la première fois par Michael Jeffery (ancien manager du guitariste) en novembre 1971 sous le nom de Isle of Wight, puis la seconde fois en 1991 sous le nom de Live Isle of Wight '70 par Alan Douglas. Si ces deux albums ne contiennent qu'une partie du concert, Blue Wild Angel paru en 2002 est le seul regroupant son intégralité.
Dernier concert enregistré et filmé professionnellement de Jimi Hendrix, le concert donné le 31 août 1970 à l'Île de Wight qui est la première date de l'ultime tournée du trio Hendrix/Cox/Mitchell demeure sans doute sa performance la plus complexe à aborder car il continue à susciter la controverse parmi ses admirateurs.

## Contexte et déroulement du concert
Le 30 août 1970, la formation de Jimi Hendrix se lance dans la dernière tournée de sa vie, durant laquelle le guitariste ne survivra pas. Ce jour-là, le groupe se rend au festival de l'Île de Wight, dernier grand rendez-vous de contre-culture des années 1960 et de la vague hippie. À l'île de Wight, Hendrix devait initialement se produire le dimanche soir 30 août. Cependant, "en raison d'une série de retards logistiques", il n'est monté sur scène que le lundi matin 31 août. Hendrix avait rencontré de gros problèmes techniques lors de sa performance, et le son de sa guitare n'a pas son timbre habituel.

« Pour être franc, c’était un mauvais concert. Je ne peux pas dire si le cœur de Jimi y était. Une chose est certaine, rétrospectivement, c’est que nous aurions vraiment dû répéter une fois. C'est étrange parce que le groupe jouait tellement bien, il était réglé comme une horloge. À ce stade, nous étions tous confiants vis-à-vis de nos jeux respectifs. Il n’y avait aucune raison que le concert soit peu réjouissant. Mais le feeling n’était pas au rendez-vous. »

— Mitch Mitchell, Extrait de l’interview donnée à l’occasion de la sortie de l'album
La liste des titres du concert contenait en plus de celles provenant des trois premiers albums de nouvelles chansons dont certaines travaillées pour le projet d'album First Rays of the New Rising Sun ou du Band of Gypsys. Le concert commençait par une adaptation de l'hymne national britannique God Save the Queen et une reprise du Sgt. Pepper's Lonely Hearts Club Band des Beatles récemment séparés, suivis par Spanish Castle Magic. Longue de 22 minutes, Machine Gun comprend des interférences de talkie-walkie du personnel de sécurité captés par l'équipement sonore.

## Parutions
C'est le seul concert de Hendrix ayant donné lieu à trois albums officiels différents. Alors que Blue Wild Angel comporte la performance complète, les albums Isle of Wight (1971) et Live Isle of Wight '70 (1991) qui présentent une partie du concert ont n'ont pas été bien accueilli par les amateurs de Hendrix.
En plus de ces deux albums, il faut préciser que certains titres du concerts sont parues dans d'autres albums live et compilations posthumes : 
- Message of Love (crédité Power To Love), Midnight Lightning et Foxy Lady dans la triple compilation The First Great Rock Festivals of the 70s: Isle of Wight/Atlanta Pop Festival (1971)
- God Save The Queen et Sgt. Pepper's Lonely Hearts Club Band dans l'album Hendrix in the West (1972)
- Machine Gun et Red House sur la bande originale du documentaire Jimi Hendrix (1973)
- All Along the Watchtower et In From the Storm dans le coffret The Jimi Hendrix Experience Box Set (2000)
- Freedom dans la compilation Voodoo Child: The Jimi Hendrix Collection (2011) sur le disque comportant les meilleurs versions live du guitariste

Ce tableau permet de visualiser les extraits utilisés dans les albums précédemment cités : 
| Déroulement du concert | Déroulement du concert               | Isle of Wight (1971) | Live Isle of Wight '70 (1991) | Autres parutions                                                                     |
| ---------------------- | ------------------------------------ | -------------------- | ----------------------------- | ------------------------------------------------------------------------------------ |
| 1                      | God Save the Queen                   |                      | plage 1                       | Hendrix in the West (1972)                                                           |
| 2                      | Sgt Pepper's Lonely Hearts Club Band |                      |                               | Hendrix in the West (1972)                                                           |
| 3                      | Spanish Castle Magic                 |                      |                               |                                                                                      |
| 4                      | All Along the Watchtower             | plage 5              |                               | The Jimi Hendrix Experience Box Set (2000)                                           |
| 5                      | Machine Gun                          |                      | plage 5                       | Bande originale du film Jimi Hendrix (1973)                                          |
| 6                      | Lover Man                            | plage 3              | plage 4                       |                                                                                      |
| 7                      | Freedom                              | plage 4              |                               | Voodoo Child: The Jimi Hendrix Collection (2011)                                     |
| 8                      | Red House                            |                      | plage 7                       | Bande originale du film Jimi Hendrix (1973)                                          |
| 9                      | Dolly Dagger                         |                      | plage 6                       |                                                                                      |
| 10                     | Midnight Lightnin'                   | plage 1              |                               | The First Great Rock Festivals of the 70s: Isle of Wight/Atlanta Pop Festival (1971) |
| 11                     | Foxy Lady                            | plage 2              |                               | The First Great Rock Festivals of the 70s: Isle of Wight/Atlanta Pop Festival (1971) |
| 12                     | Message To Love                      |                      | plage 2                       | The First Great Rock Festivals of the 70s: Isle of Wight/Atlanta Pop Festival (1971) |
| 13                     | Hey Baby (New Rising Sun)            |                      | plage 9                       |                                                                                      |
| 14                     | Ezy Ryder                            |                      |                               |                                                                                      |
| 15                     | Hey Joe                              |                      |                               |                                                                                      |
| 16                     | Purple Haze                          |                      |                               |                                                                                      |
| 17                     | Voodoo Child (Slight Return)         |                      | plage 3                       |                                                                                      |
| 18                     | In From The Storm                    | plage 6              | plage 8                       | The Jimi Hendrix Experience Box Set (2000)                                           |

### Isle of Wight(1970)
Albums de Jimi Hendrix
Rainbow Bridge
(1971) Hendrix in the West
(1972)
Le premier album intitulé Isle of Wight est publiée en novembre 1971 par Polydor au Royaume-Uni uniquement. L'album est dix-septième au classement britannique où il n'est resté que deux semaines. Supervisé par l'ancien manager du guitariste Michael Jeffery qui voulait sortir un nouvel album live rapidement avant que l'intérêt du public pour Hendrix ne faiblisse, ce disque n'est pas apprécié par la plupart des spécialistes considéré comme l'un des pires albums posthumes officiels du guitariste.
À l'origine, c'était Eddie Kramer qui mixa le concert dans un premier temps, mais s'opposa à ce que le matériel issu de ce concert soit publié (il n'aura pas de tels scrupules trente ans plus tard). C'est finalement Carlos Olms, un ingénieur de Polydor qui sélectionna les titres de cet album, et ajouta de l'écho au mixage (notamment sur All Along the Watchtower). Alors que la liste ne reflète pas forcément les meilleurs moments du concert, l'ordre des chansons ne respecte pas le déroulement.
La pochette de l'album utilisé provient en réalité du concert du 4 septembre 1970 à la Deutschlandhalle de Berlin.
Liste des chansons
Face 1
1. Midnight Lightning (7:21)
2. Foxy Lady (8:40)
3. Lover Man (3:18)

Face 2
1. Freedom (4:21)
2. All Along the Watchtower (4:28)
3. In From The Storm (6:08)

### Live Isle of Wight '70(1990)
Albums de Jimi Hendrix
Lifelines: The Jimi Hendrix Story
(1990) Stages
(1991)
Deuxième des trois albums consacrés à l'Ile de Wight, l'album publié par le producteur Alan Douglas (superviseur du catalogue du guitariste entre 1974 et 1995) en 1991 rencontre le succès commercial à sa sortie (21e au Royaume-Uni et 4e aux Etats-Unis), mais n'est pas vraiment meilleur que le premier du point de vue des amateurs du guitariste.
Le choix des titres opérés par Douglas est loin d'être satisfaisant : il écarte Sgt. Pepper's Lonely Hearts Club Band (pourtant présent sur Hendrix in the West), Spanish Castle Magic, All Along the Watchtower et Purple Haze (alors inédit), tandis que Machine Gun est largement édité. De plus, en changeant l'ordre des titres comme il a l'habitude de faire, Douglas casse complètement le fil et la dynamique du concert puisque Voodoo Child (Slight Return), toujours joué en fin de concert se retrouve en début de CD alors que Red House (en seconde partie d'album) est jouée en première partie de concert...
Les notes de pochettes sont erronées. En plus d'avoir des erreurs dans la liste des titres (Voodoo Child (Slight Return) est intitulée Voodoo Chile et Hey Baby (New Rising Sun) en New Rising Sun), la mention « contient 7 titres inédits » est mensongère : si Lover Man et In From The Storm figurait bien sur le premier album consacré à Wight (Isle of Wight), Message To Love était présent sur The First Great Rock Festivals of the 70s: Isle of Wight/Atlanta Pop Festival (1971), God Save The Queen sur Hendrix in the West et enfin les chansons Machine Gun et Red House sur la bande originale du film Jimi Hendrix (1973). Seuls Dolly Dagger, Voodoo Child (Slight Return) et Lover Man étaient inédits.
Enfin, le mixage de l'album supervisé par Douglas est raté : Hendrix avait rencontré de gros problèmes techniques lors de sa performance, le son de sa guitare n'a pas son timbre habituel, et le mixage renforce encore le côté métallique du son de la guitare, sans rondeur, presque cauchemardesque...
Liste des chansons
| Live Isle of Wight '70 | Live Isle of Wight '70     | Live Isle of Wight '70 | Live Isle of Wight '70 | Live Isle of Wight '70 | Live Isle of Wight '70 | Live Isle of Wight '70 | Live Isle of Wight '70 | Live Isle of Wight '70 | Live Isle of Wight '70 |
| No                     | Titre                      | Durée                  |                        |                        |                        |                        |                        |                        |                        |
| ---------------------- | -------------------------- | ---------------------- | ---------------------- | ---------------------- | ---------------------- | ---------------------- | ---------------------- | ---------------------- | ---------------------- |
| 1.                     | Intro / God Save The Queen | 3:00                   |                        |                        |                        |                        |                        |                        |                        |
| 2.                     | Message To Love            | 6:26                   |                        |                        |                        |                        |                        |                        |                        |
| 3.                     | Voodoo Chile               | 8:01                   |                        |                        |                        |                        |                        |                        |                        |
| 4.                     | Lover Man                  | 3:25                   |                        |                        |                        |                        |                        |                        |                        |
| 5.                     | Machine Gun                | 12:37                  |                        |                        |                        |                        |                        |                        |                        |
| 6.                     | Dolly Dagger               | 5:32                   |                        |                        |                        |                        |                        |                        |                        |
| 7.                     | Red House                  | 11:10                  |                        |                        |                        |                        |                        |                        |                        |
| 8.                     | In From The Storm          | 4:20                   |                        |                        |                        |                        |                        |                        |                        |
| 9.                     | New Rising Sun             | 7:31                   |                        |                        |                        |                        |                        |                        |                        |
| 62:06                  |                            |                        |                        |                        |                        |                        |                        |                        |                        |

### Blue Wild Angel(2002)
En 2002, La famille du guitariste (sous le nom de Experience Hendrix LLC) qui gère le catalogue du guitariste depuis 1995, dans le cadre de la remise en ordre du patrimoine, fait appel au fidèle ingénieur du son Eddie Kramer pour remixer les enregistrements du concert afin de le publier dans son intégralité. À sa sortie en novembre 2002, l'album en double CD est accompagné d'un DVD comportant la performance filmée du concert. Toutefois, le film n'est pas complet car il manque Midnight Lightning, Hey Baby (New Rising Sun) et Hey Joe. Il existe également une version courte de l'album en un seul disque, dite highlight, contenant onze chansons - neuf du disque un et deux du disque deux.

## Fiche technique

### Liste des titres
Les titres comportant un * sont absentes de la version highlight 1CD et ceux avec ** ne sont pas dans le film disponible en DVD/Blu-Ray (tous deux respectent la chronologie du concert).
CD1
| No  | Titre                                                                | Durée |
| --- | -------------------------------------------------------------------- | ----- |
| 1.  | God Save The Queen (Traditional)                                     |       |
| 2.  | Sgt. Pepper's Lonely Hearts Club Band (John Lennon / Paul McCartney) |       |
| 3.  | Spanish Castle Magic                                                 |       |
| 4.  | All Along the Watchtower (Bob Dylan)                                 |       |
| 5.  | Machine Gun                                                          |       |
| 6.  | Lover Man                                                            |       |
| 7.  | Freedom                                                              |       |
| 8.  | Red House                                                            |       |
| 9.  | Dolly Dagger                                                         |       |
| 10. | Midnight Lightning* **                                               |       |

CD 2
| No | Titre                         | Durée |
| -- | ----------------------------- | ----- |
| 1. | Foxy Lady*                    |       |
| 2. | Message to Love*              |       |
| 3. | Hey Baby (New Rising Sun)**   |       |
| 4. | Ezy Ryder*                    |       |
| 5. | Hey Joe* ** (Billy Roberts)   |       |
| 6. | Purple Haze*                  |       |
| 7. | Voodoo Child (Slight Return)* |       |
| 8. | In From The Storm             |       |

### Les musiciens
- Jimi Hendrix : guitare, chant
- Billy Cox : basse, seconde voix
- Mitch Mitchell : batterie